# Коријан ер
Коријан ер (кореј. 대한항공) је национална авио-компанија Кореје са седиштем у Сеулу. Обављају редовне међународне путничке и карго летове до 130 градова у 45 земаља и домаће летове до 20 одредишта. Највећа је авио-компанија базирана у Јужној Кореји, при чему је друга највећа корејска национална авио-компанија Азијана ерлајнс. Главна база Коријан ера и централни улаз у Јужну Кореју је нови Аеродром Инчеон. Коријан ер такође имају домаћу базу на аеродрому Гимпо у Сеулу. Коријан ер је базирана на аеродрому Џеџу и аеродрому Гимхае у Бусану.
Коријан ер је награђена титулом „Најбоља економска класа 2007“. Налазе се на четвртом месту за „најбољу забаву током лета“, седмом за „најбољу прву класу путника-чланова клуба“ и трећем за „најбољу посаду у Азију“. Коријан је позната као премијерска авио-компанија у кејтеринг индустрија.

## Историја
Основана је 1962. године као Коријан ерлајнс у власништву Владе Јужне Кореје, с циљем да замени Коријан нешнел ерлајнс (која је била основна од 1948. године). Дана 1. марта 1969. године Хањин транспорт група је преузела власништво авио-компаније. Дуголинијске карго летове су почели обављати 26. априла 1971. године, а 19. априла 1972. године путничке летове за Лос Анђелес.
За међународне летове до Хонгконга, Тајвана и Лос Анђелеса били су коришћени авиони типа Боинг 707, док у флоту нису прикључени авиони Боинг 747 1973. године. Те године, Коријан ерлајнс је почела да користи нове авионе типа Боинг 747 за летове преко Пацифика и отворили европске летове до Париза, користећи авионе Боинг 707 и ДЦ-10. Коријан ерлајнс је била прва ваневропска авио-компанија која је поручила Ербасове авионе.
Флоте Коријан ерлајнса су добиле нову боју 1. марта 1984. године; горња страна авиона је префарбана у плаво, а доња у сиво. Такође, прихваћен је нови лого са „таегуки“ дизајном. Први авиони са новим шарама су били авиони Фокер Ф28. 1990-их година, Коријан ер је била прва авио-компанија која је користила авионе МД-11. Незадовољни новим авионима МД-11а, целу флоту ових авиона су заменили карго конфигурацијом.
Данас Коријан ер запошљава 16.623 радника (подаци од марта 2007). Дана 5. јуна 2007. Коријан ер је саопштио жељу да оснује нову нискотарифну авио-компанију у Кореју, која би конкурисала систему брзих корејских возова KTX. Ова нискотарифна авио-компанија би превозила путнике авионима Боинг 737. У новој домаћој мрежи је обухваћено више од 20 домаћих одредишта.

## Флота
Следећи подаци о флоти Коријан ера су од јула 2011. године.

### Путнички авиони
Флота авиона Коријен ера састоји се од:
| Тип                | У флоти | Наручених | Седишта (Прва*/Престиж*/Економска)                     | Дестинације                                                                                                | Напомена                                                                       |
| ------------------ | ------- | --------- | ------------------------------------------------------ | --- | ------------------------------------------------------------------------------ |
| Боинг 737-800      | 16      | –         | 145(-/16/129) 149(-/8/141) 162(-/12/150) 138(-/12/126) | Домаћи/Међународни кратко-медијум линијски Кина, Југосточно Азија                                          | –                                                                              |
| Боинг 737-900      | 16      | –         | 188 (8/180)                                            | Домаћи/Међународни кратко-медијум линијски Кина, Јапан                                                     | –                                                                              |
| Боинг 737-900ЕР    | 2       | 2         | 159(-/12/147)                                          | Домаћи/Међународни кратко-медијум линијски                                                                 | –                                                                              |
| Боинг 747-400/400М | 16      | –         | 333 (10/61/262) 335 (12/61/262) 384 (16/58/310)        | Међународни дуголинијски Популарни кратколинијски Северна Америка, Јапан, Аустралија и Европа              | Биће прерађени у карго конфигурацију Мењају их: Боинг 777-300ER Ербас A380-800 |
| Боинг 747-8        | –       | 5         | –                                                      | – | –                                                                              |
| Боинг 777-200ЕР    | 18      | –         | 261 (8/28/225) 248 (8/28/212)                          | Међународни дуголинијски Популарни кратколинијски Северна Америка, Аустралија, Јапан, Нови Зеланд и Европа | –                                                                              |
| Боинг 777-300      | 4       | –         | 342 (6/35/301)                                         | Међународни дуголинијски Популарни кратколинијски Југоисточно Азија, Кина и Јапан                          | –                                                                              |
| Боинг 777-300ЕР    | 9       | 5         | 291 (8/56/227)                                         | Северна Америка                                                                                            | Замењује: Боинг 747-400                                                        |
| Боинг 787-9        | –       | 10        | –                                                      | – | Замењује: Ербас A300-600                                                       |
| Бомбардир ЦС300    | –       | 10        | –                                                      | Домаћи/Међународни кратко-медијум линијски Кина, Југосточно Азија                                          | –                                                                              |
| Ербас A300-600     | 7       | –         | 266 (24/242) 276 (24/252)                              | Домаћи, Фукуока, Бусан/Џеџу-Јапан, Кина                                                                    | Замењује их: Боинг 787                                                         |
| Ербас A330-200     | 7       | 7         | 226 (6/24/196)                                         | Међународни дуголинијски Египат, Европа, Фиџи, Вијетнам                                                    | –                                                                              |
| Ербас A330-300     | 16      | –         | 280 (6/22/252)                                         | Домаћи/Међународни кратко-медијум линијски Аустралија, Јапан, Кина, Југоисточно Азија и Близни Исток       | –                                                                              |
| Ербас A380-800     | 6       | 4         | 407(12/94/301)                                         | Северна Америка Европа, Азија                                                                              | –                                                                              |
| Укупно             | 119     | 43        |                                                        | |                                                                                |

 *Прва класа се нуди за домаће и међународе кратколинијске летове. Престижна класа се нуди за међународне средње до дуголинијске летове.